# روجر أنييلي
روجر أنييلي (بالبرتغالية: Roger Agnelli‏) هو كبير الإداريين التنفيذيين برازيلي، ولد في 3 مايو 1959 في ساو باولو في البرازيل، وتوفي بنفس المكان في 19 مارس 2016.

## وصلات خارجية
- روجر أنييلي على موقع إن إن دي بي (الإنجليزية)